# San Saba (diaconia)
San Saba (in latino: Diaconia Sancti Sabae) è una diaconia istituita da papa Giovanni XXIII il 2 dicembre 1959 con la costituzione apostolica Est in more.
Il titolo insiste sulla basilica di San Saba, nel rione San Saba, sede parrocchiale istituita il 5 dicembre 1931.

## Titolari
- Augustin Bea, S.I. (14 dicembre 1959 - 16 novembre 1968 deceduto)
- Jean Daniélou, S.I. (28 aprile 1969 - 20 maggio 1974 deceduto)
- Joseph Schröffer (24 maggio 1976 - 7 settembre 1983 deceduto)
- Jean Jérôme Hamer, O.P. (25 maggio 1985 - 2 dicembre 1996 deceduto)[2]
- Jorge Medina Estévez (21 febbraio 1998 - 3 ottobre 2021 deceduto)[3]
- Arthur Roche, dal 27 agosto 2022